# Zarrīn Choqā
Zarrīn Choqā (persiska: زرّین چقا) är en ort i Iran.   Den ligger i provinsen Kermanshah, i den nordvästra delen av landet, 400 km väster om huvudstaden Teheran. Zarrīn Choqā ligger 1 336 meter över havet och antalet invånare är 252.
Terrängen runt Zarrīn Choqā är platt åt sydväst, men åt nordost är den kuperad. Runt Zarrīn Choqā är det ganska tätbefolkat, med 185 invånare per kvadratkilometer. Närmaste större samhälle är Ravānsar, 9,4 km norr om Zarrīn Choqā. Trakten runt Zarrīn Choqā består till största delen av jordbruksmark.